# Avalon (mythologie)

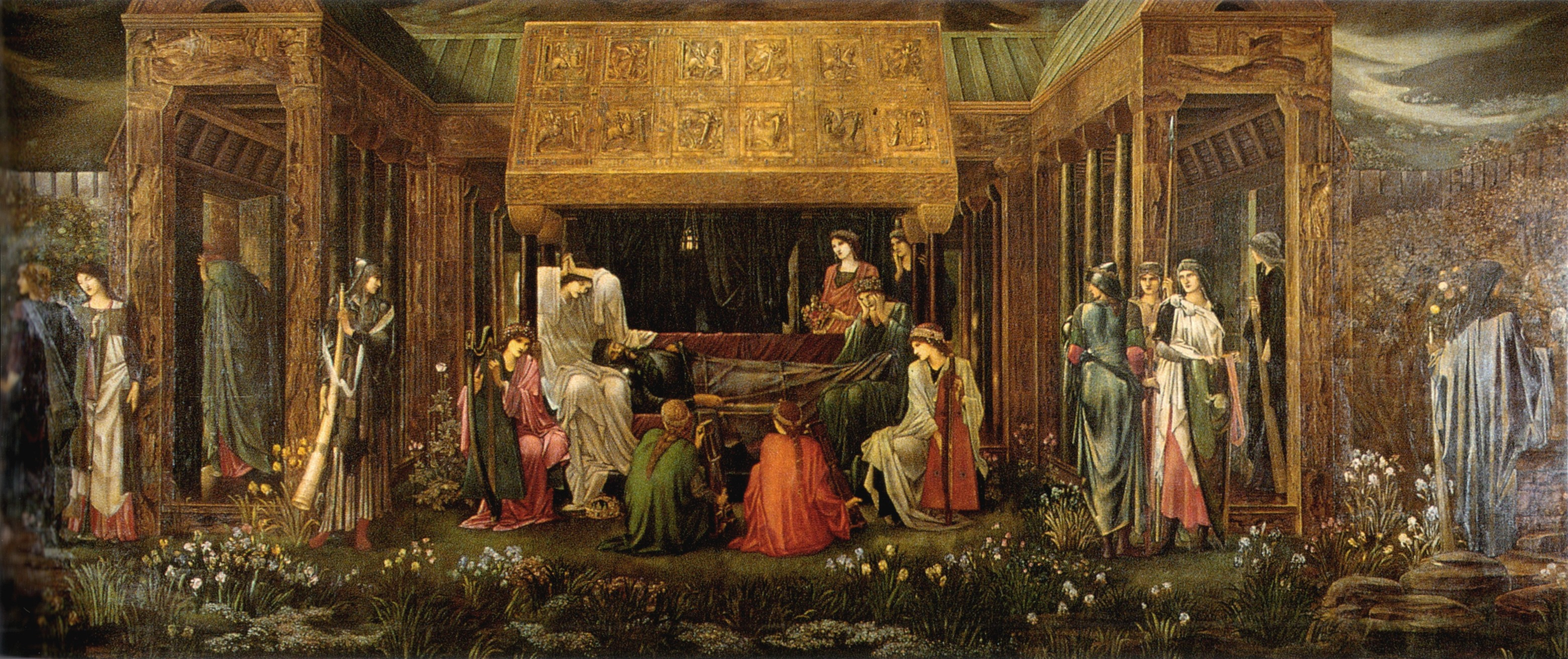
The last sleep of Arthur in Avalon (Edward Burne-Jones 1881-1898)

Avalon is een mythisch eiland in de Britse wateren, bekend in de Arthursage.

## Avalon in de Arthursage
Avalon, in deze sage, is een "in de nevelen verborgen" oord dat slechts bereikbaar is voor diegenen die de magische boot kunnen roepen en het eiland kunnen vinden. Volgens de sage is dit het eiland waar Koning Arthur rust, na zijn verwonding door Mordred in de Slag bij Camlann, nadat hij er door zijn halfzuster Morgan le Fay of drie andere priesteressen is heengebracht. Volgens sommige legenden rust hij daar, totdat hij weer ontwaakt om Engeland te redden. Volgens dezelfde legende is Avalon het eiland waar Excalibur ooit is gesmeed.

## Etymologie en verwantschappen
Volgens de angliceringstheorie is deze naam een verbastering van het Brythonische woord Annwfyn, het "feeënrijk" of de Onderwereld. Er zou dan een grote mate van vervuiling hebben plaatsgevonden, wat deze opvatting minder waarschijnlijk maakt. Volgens Geoffrey of Monmouth echter, betekent het woord "Eiland van de Appels", hetgeen tamelijk plausibel is daar aval in het Bretons en Cornischs en afal in het Welsh ook appel betekent. Dit is verwant aan het Indo-Europese aballo met dezelfde betekenis. Het concept van een Eiland der Gezegenden heeft parallellen in de indogermaanse mythologie in de Hesperiden, die eveneens beroemd waren om hun appels en het Ierse Tír na nÓg, het land van de eeuwige jeugd.

## Glastonbury

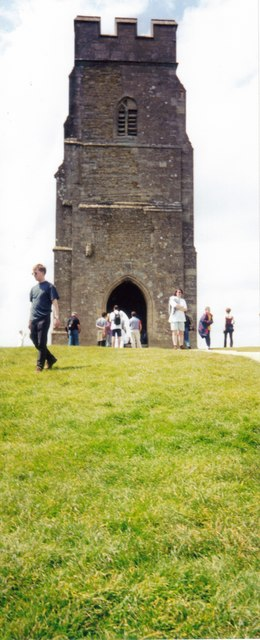
Glastonbury Tor is volgens verhalen het huis van Gwyn ap Nudd, koning van de feeën

Het eiland wordt vaak in verband gebracht met Glastonbury en meer specifiek het Glastonbury Gate die een toegang zouden bieden, maar betrouwbare gegevens hieromtrent ontbreken. De stad werpt zich echter uit toeristische overwegingen op als echte locatie van Avalon en men kan er het graf van Koning Arthur en zijn vrouw Guinevere (Gwenhwyfar) bewonderen.

## Avalon in de literatuur
Al sinds de middeleeuwen is Avalon een geliefd motief. Natuurlijk in ridderromans zoals Le Morte d'Arthur en Lanzelet van Ulrich von Zatzikhoven en Parzival van Wolfram von Eschenbach, maar ook in hedendaagse fantasy, zoals in de roman Nevelen van Avalon wordt het eiland nog met grote regelmaat gebruikt.